# Jasinowo
Jasinowo (ros. Ясиново) – wieś (dieriewnia) w Rosji, w Baszkortostanie, w rejonie mieczetlińskim. W 2021 liczyła 122 mieszkańców.